# Tim McCunn
Tim McCunn es un actor australiano, más conocido por haber interpretado a Ian Johnson en la serie Rescue Special Ops.

## Carrera
Tim apareció como invitado en series como Above the Law, BeastMaster, The Lost World, Crash Palace, Head Start, White Collar Blue, The Starter Wife, entre otras... 
En el 2009 apareció como personaje recurrente a la segunda temporada de la serie criminal Underbelly: A Tale of Two Cities, en donde interpretó al criminal Brian Kane, el mayor y más inteligente de los hermanos Kane.
Ese mismo año se unió como personaje recurrente en la serie Rescue Special Ops, donde interpretó al detective Ian Johnson, hasta el final de la serie en el 2011.

## Filmografía

### Series de televisión
| Año         | Título                           | Personaje                          | Notas                         |
| ----------- | -------------------------------- | ---------------------------------- | ----------------------------- |
| 2014        | The Code                         | Carl Smith                         | 5 episodios                   |
| 2011        | Wild Boys                        | Frank Butler                       | episodio # 1.3                |
| 2009 - 2011 | Rescue Special Ops               | Ian Johnson                        | 19 episodios                  |
| 2009        | Underbelly: A Tale of Two Cities | Brian Kane                         | 5 episodios                   |
| 2007        | The Starter Wife                 | Bill                               | episodio "Hour 6"             |
| 2002        | White Collar Blue                | Rocky                              | episodio # 1.13               |
| 2001        | Head Start                       | Oficial Vine                       | 2 episodios                   |
| -           | Crash Palace                     | George Jackson                     | tv serie                      |
| 2000        | The Lost World                   | Actor                              | episodio "Divine Right"       |
| 2000        | BeastMaster                      | Terron Leader                      | 2 episodios                   |
| 2000        | Above the Law                    | Sean Reilly                        | 3 episodios                   |
| 1999 - 2005 | All Saints                       | Peter Maroney/Doug "Ferret" Kotter | 2 episodios                   |
| 1999        | Big Sky                          | Marty                              | episodio "Desperate Measures" |
| 1998        | Home and Away                    | Eddie                              | 2 episodios                   |
| 1998        | Wildside                         | Half                               | 2 episodios                   |
| 1998        | Water Rats                       | Edmonds                            | episodio "As Fast as You Can" |
| 1998        | Richmond Hill                    | Jeff Wilson                        | tv serie                      |
| 1997        | Roar                             | Terrel                             | episodio "Daybreak"           |

### Películas
| Año  | Título                         | Personaje | Notas                 |
| ---- | ------------------------------ | --------- | --------------------- |
| 2007 | West                           | Steve     | junto a Anthony Hayes |
| 2004 | Farscape: The Peacekeeper Wars | Caa'ta    | -                     |
| 2003 | Liquid Bridge                  | Ramírez   | junto a Ryan Kwanten  |